# Stefan Kisielewski
Stefan Kisielewski, né le 7 mars 1911 à Varsovie et mort le 27 septembre 1991 à Varsovie, est un écrivain, journaliste, compositeur, critique musical et homme politique polonais. Une des grandes figures de l'opposition anti-communiste polonaise, célèbre pour sa contestation du régime et son indépendance d’esprit.

## Biographie
Fils de Zygmunt Kisielewski et de Salomea née Szapiro, Stefan Kisielewski est diplômé du Conservatoire national supérieur de Musique de Varsovie où il reçoit trois diplômes: en théorie (1934, avec Kazimierz Sikorski), en composition (1937, également avec K. Sikorski) et en piano pédagogique (1937, avec Jerzy Lefeld). Il est également étudiant en lettres et philosophie polonaises à l’Université de Varsovie. Dans les années 1938-39, il parachève son parcours universitaire avec des études de composition à Paris. Il fait ses débuts littéraires dans les années 1930 et publie, entre autres, dans le bimensuel Bunt Młodych (La Révolte des Jeunes) rédigé par Jerzy Giedroyc. Entre 1935 et 1937, il est secrétaire de la rédaction du mensuel Muzyka Polska. A son retour de Paris en avril 1939, il obtient le poste du directeur musique de la radio Warszawa II.
Mobilisé lors de l'invasion de la Pologne par l'Allemagne en 1939, il participe à la défense du pays et prend part à plusieurs batailles. Pendant l’occupation allemande, il milite dans des organisations de la résistance polonaise et participe à la vie culturelle clandestine. En 1942, il épouse Lidia Hintz. Le premier fils du couple vient au monde en 1943. En 1944, Kisielewski participe à l’Insurrection de Varsovie. 
Après la guerre, il s’installe à Cracovie en 1945 où il enseigne à l’École Supérieure de Musique. Il en sera limogé à la suite des critiques qu’il prononce à l’égard de l’esthétique du réalisme socialiste, devenue officielle et obligatoire dès 1949.
En 1945,  il fonde le bimensuel Ruch Muzyczny (Mouvement musical) dont il sera rédacteur en chef et commence sa collaboration avec le périodique catholique Tygodnik Powszechny qui durera jusqu’à 1989. Depuis 1955, il collabore également avec la Radio polonaise. Il est membre de l’Union des écrivains polonais et de l'Union des Compositeurs polonais. 
Au cours des années 1960, le sort de Tygodnik Powszechny est étroitement lié à celui du petit groupe de députés catholiques indépendants Znak (Signe) dont Kisielewski est membre aux côtés de Tadeusz Mazowiecki. Porté par l'espoir de l'époque du dégel, en 1957 il se fait élire à la Diète polonaise où il gagne sa réputation du parlementaire aussi éloquent que rebelle. En 1964, il co-signe une lettre ouverte au premier ministre polonais de l’époque Józef Cyrankiewicz, dite La Lettre des 34, contre la censure et la politique culturelle du pouvoir communiste puis renonce à son siège au Parlement, tandis que le groupe Znak est progressivement repris en main par un homme plus accommodant à l'égard du pouvoir.
En 1968, il prend position contre la campagne antisémite menée par le Parti communiste polonais sous la houlette de Władysław Gomułka et lors de la réunion des écrivains de l'Union il évoque la "dictature des ignares»". Cela lui vaut d'être roué de coups par des «individus non identifiés» et interdit de publication pendant trois ans. Blacklisté, il commence alors à collaborer avec Kultura, la revue d'opposition éditée par les exilés politiques polonais en France, dont le rédacteur en chef est son ami d'avant la guerre Jerzy Giedroyc. Kisielewski y publie ses chroniques arrêtées par la censure en Pologne, dans les rubriques intitulées Wołanie na puszczy (Cri dans la jungle), et Widziane inaczej (Vu autrement). Dans la revue paraissent également ses textes sur la situation politique en Pologne et des extraits de ses romans.
En décembre 1975, Kisielewski est signataire de La Lettre des 59, contre le projet de modification de la Constitution polonaise,. En 1976, il signe La Lettre des 14 contre la répression des participants des manifestations à Radom en juin 1976. Il collabore avec le Comité de Défense des ouvriers, mais refuse d'en devenir membre. Il publie ses articles dans la presse clandestine en Pologne et en 1980, il soutient le mouvement Solidarność mais, comme par le passé, il choisit de garder son indépendance et ne cherche pas à adhérer au mouvement. En 1984 parait dans Tygodnik Powszechny son célèbre article "Mes types". C'est une liste -dépourvue de tout commentaire - de noms des personnes particulièrement serviles et mobilisées pour la propagande du régime communiste en Pologne. 
Après la chute du communisme, en tant que conservateur libéral « laissez-fairiste », Kisielewski co-fonde avec Janusz Korwin-Mikke l'Union de la Politique Réelle et il est l'un des rares grands intellectuels à prendre ouvertement parti pour Lech Walesa contre Tadeusz Mazowiecki dans la bataille présidentielle de 1990. À cette période il quitte Tygodnik Powszechny, qui appelle à voter pour Mazowiecki et commence à censurer ses articles, et entame une collaboration avec l’hebdomadaire Wprost. En 1990 il fonde le prix qui porte son nom.
Kisielewski est lauréat de nombreux prix : Prix de la Fondation Jurzykowski de New York en 1974, Prix Fondation Andrzej Strug en 1979, Prix de la Fondation Max Schmidheiny-Stiftung en 1983, Prix Stanisław Vincenz en 1987, Prix Aleksander Bocheński, en 1988.
Il est mort le 27 septembre 1991 et inhumé au cimetière de Powązki à Varsovie.

## Œuvre

### Compositions musicalesː
- Quatuor à cordes (1935)
- Danse vive, pour piano (1939)
- Symphonie no. 1 (1939, perdu)
- Sześć preludiów i fut pour piano (1943)
- Symphonie no. 2 (1951)
- Suite, pour hautbois et piano (1954)
- Sonata no. 2, pour piano (1945, rév. 1955)
- Serenade, pour piano (1945, rév. 1974)
- Concerto pour orchestre de chambre (1948)
- Rapsodia Wiejska (Rhapsodie Rustique), pour orchestre de chambre (1950)
- Melodia kurpiowska (Mélodie de Kurpie), pour chœur féminin et ensemble folklorique (1951)
- Intermezzo, pour clarinette et piano (1951)
- Kaprys wiejski (Caprice Rustique), pour piano (1952)
- Siedem pieśni do słów K. I. Gałczyńskiego na głos i fortepian (1952-1954)
- Mała uwertura (Petite ouverture) pour orchestre de chambre (1953)
- Bakczysaraj w nocy na głos i fortepian (1955)
- Perpetuum mobile, pour orchestre (1955)
- Suite, pour piano (1955)
- Capriccio energico, pour violon et piano (1956)
- Symphony, pour 15 joueurs (1961)
- Suite pour flûte et clarinette (1961)
- System doktora Smoły i profesora Pierza, ballet-pantomime (1962)
- Divertimento, pour flûte et orchestre à cordes (1964)
- Podróż w czasie (Voyage dans le temps), pour orchestre à cordes (1965)
- Signaly Sportowe (Signaux de Sport), ouverture (1966)
- Kołysanka (Berceuse), pour piano (1968)
- Wesołe miasteczko, ballet (1968)
- Spotkania na pustyni (Rencontres dans un désert), pour dix joueurs (1969)
- Cosmos I, pour orchestre (1970)
- Dialogi, pour 14 instruments (1970)
- Sonate pour clarinette et piano (1972)
- Symfonia w kwadracie (Symphonie dans un square), pour orchestre (1978)
- Concerto pour piano et orchestre (1980-1991)
- Impresja kapryśna, pour flûte seule (1982)
- 3 sceny burzliwe (Trois Scènes orageuses), pour piano (1983)
- Scherzos. Basson, piano (1988)

### Essais sur la musique
- Gwiazdozbiór muzyczny (1958),
- Muzyka i mózg (1974)

### Essais politiques
- Polityka i sztuka (1949),
- Rzeczy małe (1956),
- Opowiadania i podróże (1959)
- Materii pomieszanie (Londyn 1973)
- Moje dzwony trzydziestolecia (Chicago 1978)
- Z literackiego lamusa (1979),

- Felietony zdjęte przez cenzurę
- Rzeczy małe
- Dzienniki
- 100 razy głową w ścianę (Paryż 1972)
- Wołanie na puszczy
- Testament Kisiela
- Abecadło Kisiela
- Na czym polega socjalizm? Stosunki Kościół-Państwo w PRL
- Kisiel przedwojenny

### Romans
- Sprzysiężenie (1947),
- Zbrodnia w dzielnicy Północnej (1948).
- Widziane z góry i Cienie w pieczarze (1971),
- Romans zimowy (1972),
- Śledztwo (1974),
- Ludzie z akwarium (1976),
- Przygoda w Warszawie (1977).
- Wszystko inaczej